# Alison Williamson
Alison Williamson (Melton Mowbray, 3 november 1971) is een Brits boogschutter.  
Williamson is lerares. Ze werd in 1986 lid van het Brits nationaal team. Van 1992 tot 2012 kwam ze zesmaal uit op de Olympische Spelen.
Haar hoogste individuele resultaat tot nu toe behaalde Williamson in Athene (2004). Ze bereikte de halve finale, waar ze werd verslagen door de Koreaanse Park Sung-Hyun. In de strijd om de bronzen medaille versloeg ze Yuan Shu-Chi uit Chinees Taipei (Taiwan) met een verschil van 1 punt. Met het Britse team behaalde ze de 12e plaats. Williamsons hoogste notering op de FITA-wereldranglijst (tweede) was in juni 2005.
Met teamgenoten Naomi Folkard en Charlotte Burgess behaalde ze bij de Olympische Spelen in Peking (2008) de vierde plaats. In 2012 deed ze wederom mee aan de Olympische Zomerspelen in Londen en deed ze samen met Amy Oliver en Naomi Folkard mee aan de teamwedstrijd waar ze in de eerste ronde werden uitgeschakeld.